# 帕倫西亞 (危地馬拉)
帕倫西亞是危地馬拉的城鎮，由危地馬拉省負責管轄，位於該國南部，距離首都危地馬拉市28公里，面積196平方公里，海拔高度1,340米，2002年人口48,923。
14°40′N 90°22′W / 14.667°N 90.367°W